# Concert per a piano núm. 5 (Beethoven)
El Concert per a piano núm. 5 en mi bemoll major, anomenat Emperador, op. 73, de Ludwig van Beethoven, va ser compost entre 1809 i 1811. Està dedicat a l'arxiduc Rodolf d'Habsburg-Lorena. És un concert de la seva etapa intermèdia, en la qual ja s'obria pas cap al Romanticisme.
L'obra està escrita per a un piano solista i una orquestra composta per 2 flautes, 2 oboès, 2 clarinets, 2 fagots, 2 trompes, 2 trompetes, timbals i instruments de corda.
Va ser estrenat el 28 de novembre de 1811 al Gewandhaus de Leipzig dirigit per Johann Philipp Christoph Schulz. El 1812, el seu deixeble Carl Czerny estrenava aquesta obra a Viena.
Aquest és un concert ben conegut i força popular. L'octubre del 2007 va obtenir el número 1 de la llista dels cent millors concerts clàssics de l'ABC (Australian Broadcasting Company's) Classic FM.
Com en el cas de la Sonata per a piano núm. 14, «Clar de Lluna», el títol d'"Emperador", a aquest concert, no va ser el mateix Beethoven qui l'hi va posar. Diu la llegenda que va ser un soldat francès que, impressionat per l'espectacularitat de l'obra, va cridar "És com l'emperador!", tot referint-se a Napoleó Bonaparte.

## Moviments
Com és usual en el concert clàssic, té tres moviments:
1. Allegro
2. Allegro un poco mosso
3. Rondo: Allegro ma non tropo

## Anàlisi musical
Com en l'altre dels darrers concerts de Beethoven, Concert per a piano núm. 4 en sol major, el primer moviment és força llarg, d'uns vint minuts de durada. Comença amb tres acords plens d'orquestra, cadascun seguit per una cadència, que es repeteixen intermitentment durant tota la peça. Beethoven es mostra com el precursor de la tècnica en què un instrument solista, el piano, s'enfronta amb l'orquestra. En aquest cas, el solo de piano dura gairebé dos minuts. Posteriorment destacaren seguint el seu exemple Mendelssohn, Concert en mi menor, Op. 64 (1844) i Txaikovski, Concert per a piano núm. 1 en si bemoll menor, op. 23 (1874-75, rev. 1879 i 1889). A banda de les cadències de l'obertura, el moviment segueix l'estructura de sonata amb tres temes.
El segon moviment, en si major, és tranquil i reflexiu, en contrast amb el primer.
El moviment final és en forma de rondó (ABACABA). El piano comença tocant el seu tema principal, seguit de l'orquestra. La secció B del rondó comença amb escales del piano, abans que l'orquestra li respongui. La secció C és molt més llarga i presentant la secció A en tres claus diferents abans que el piano faci una cadència.